# Sent Antòni e Cucmont
Sent Antòni e Cucmont (en francès Saint-Antoine-Cumond) és un municipi francès situat al departament de la Dordonya i a la regió de la Nova Aquitània.

## Demografia
| 1962                                       | 1968 | 1975 | 1982 | 1990 | 1999 | 2007 |
| ------------------------------------------ | ---- | ---- | ---- | ---- | ---- | ---- |
| 521                                        | 474  | 449  | 430  | 394  | 364  | 386  |
| Des de 1962: població sense dobles comptes |      |      |      |      |      |      |

## Administració
| Període   | Identitat        | Partit |
| --------- | ---------------- | ------ |
| 2001-2008 | Francis Magne    |        |
| 2008-     | Pierre de Cumond |        |